# Listen SOUL!
『Listen SOUL!』（リッスンソウル!）とは、2010年4月10日から2011年4月2日まで毎週土曜日の夜にTBSラジオで放送された音楽番組である。DJは林家三平（通称「DJ三平」）。

## 放送時間
- 2010年4月10日 - 2010年4月24日 : 18:00-21:00(JST)
- 2010年5月1日 - 2010年6月26日 : 18:30-21:00(JST)
- 2010年7月3日 - 2010年10月2日 : 18:00-21:00(JST)
  - ここまで、18時台はTBSローカル。19:00からJRNネット枠。
- 2010年10月9日 - 2011年4月2日 : 19:00-20:00(JST)、全編JRNネット枠。

全国共通スポンサーが付かないローカルセールス枠のため、地域・週により全編あるいは一部が自社制作特番に差し替えとなる場合がある。また制作局TBSラジオが野球中継を行う週はJRNネット枠のみ制作され、地方局のみ裏送りで放送される。なお、2011年3月12日は大震災に伴う緊急報道特別番組で休止となった。

## タイムテーブル
2010年ナイターシーズンの3時間時代のもの。
- 18:00 - オープニング
- 18:30 - 音楽赤提灯
- 18:52 - 交通情報・天気予報
- 19:00 - 7時オープニング（ここから全国枠）
- 19:10 - ミュージックマイスター
- 19:53 - ローカル枠（TBSラジオでは、交通情報・天気予報）
- 20:00 - 8時オープニング
- 20:30 - Listen SOUND プレゼンター
- 20:53 - ローカル枠（TBSラジオでは、TBSニュース・交通情報）
- 20:56 - エンディング

## ネットする地方局
2010年度ナイターオフ期のもの。○印の付いた局はナイターシーズン中の土曜日に野球中継（NRN『文化放送ホームランナイター』のネット受け）を放送していたため、新規ネットとなる。それ以外の局はナイターシーズン中、19時台・20時台をネットしていた。
- IBC IBC岩手放送
- YBS 山梨放送
- BSN 新潟放送○
- SBC 信越放送○
- MRO 北陸放送
- FBC 福井放送○
- CBC 中部日本放送 - 「中日新聞ニュース」のため19:53 - 19:55中断
なおCBCはプロ野球中日戦ナイター（ヤクルト戦ビジターは除く）を放送する場合があり、オールスターゲームがある場合もその中継を優先する。また、制作局のTBSラジオ以外では唯一日曜の同時間帯に放送されている『Listen HEART!』もネットしている。
- NBC 長崎放送
- MBC 南日本放送

### 1週遅れで20時から放送
- SBS 静岡放送○

### ナイターシーズン中に本番組をネットしていた局
2010年度ナイターシーズン中のみネット。和歌山放送のみ20時台のみ放送で、他は19時台・20時台をネットしていた。
- ABS 秋田放送
- WBS 和歌山放送
- BSS 山陰放送
- RSK 山陽放送
時折サッカー中継(ファジアーノ岡山)のため休止になることがあった。
- RNC 西日本放送
- JRT 四国放送
- RKK 熊本放送
- MRT 宮崎放送
TBSラジオがプロ野球オールスターゲームの中継を行った2010年7月24日については、MRTは本番組の裏送りは受けずに、オールスターゲームの中継の方をネットした（TBSラジオ同時ネットで、本番組同様に19:00飛び乗り）。
- RBC 琉球放送
『Listen HEART!』の方はナイターオフ期もネットしている。

## テーマソング
- Believe（i-dep）